# LUX 020
LUX 020 fue un evento de artes marciales mixtas producido por LUX Fight League, que se llevó a cabo el 11 de febrero de 2022 en el Estadio Plaza de Toros de Cancún, Quintana Roo, México.

## Antecedentes
El evento estelar contó con una pelea por el Campeonato de Peso Pluma de LUX entre el campeón Erik Silva y Edgar Cabello.
La pelea coestelar contó con un combate de peso ligero entre Alan Domínguez y David Briones.

## Resultados
1. ↑  Por el Campeonato de Peso Pluma de LUX